# Gismondo, re di Polonia
Gismondo, re di Polonia (deutsch: ‚Gismondo, König von Polen‘) ist eine Opera seria (Originalbezeichnung: „Dramma per musica“) in drei Akten von Leonardo Vinci (Musik), die am 11. Januar 1727 im Teatro delle Dame in Rom uraufgeführt wurde. Das Libretto ist eine anonyme Bearbeitung von Francesco Brianis Text für die 1708 uraufgeführte Oper Il vincitor generoso von Antonio Lotti.

## Handlung

### Vorwort
Das gedruckte Libretto von 1727 enthält das folgende „Argomento“:

“Primislao Duca di Lituania Principe bellicosissimo, e di natura altiero impegnatosi in una civile, ed ostinata guerra con Gismondo Rè di Polonia, finalmente con la mediazione di alcuni Grandi del Regno venne ad accordo di pace. Ma siccome avea conosciuto Gismondo prima che fosse inalzato al Trono, e consideratolo sempre come Principe di Stato, e di potenza inferiore alla sua, così non fù mai possibile per la sua alterigia, che si volesse indurre à pratticare con esso quegli atti di publica sommissione, che in tal caso doveva, secondo le leggi del Regno. Ma Gismondo desideroso di stabilir la quiete à i Popoli, seguendo i dettami della sua natural clemenza si contentò, che Primislao gli rendesse privatamente il dovuto omaggio dentro il suo Real Padiglione. A questo fondamento parte istorico, e parte favoloso viene appoggiata l’azzione del presente Dramma, nell’ espressioni del quale l’Autore servendosi di parole, e sentimenti poetici si protesta di non allontanarsi per questo da i veri Dogmi della Cattolica Religione.”

„Primislao, der äußerst kriegerische und stolze Herzog von Litauen, führte einen hartnäckigen Bürgerkrieg mit dem polnischen König Gismondo, bis es endlich durch Vermittlung eines der Reichsedlen zu einer Friedensübereinkunft kam. Aber dann erfuhr er, dass Gismondo vor ihm den Thron bestieg und ihn selbst als Reichsfürsten mit niedrigerer Macht betrachtete, sodass sein eigener Aufstieg nicht mehr möglich war, und dass er ihn dazu zwingen wollte, sich ihm öffentlich zu unterwerfen, wozu er nach dem Reichsgesetz verpflichtet war. Doch Gismondo, der für sein Volk den Frieden sichern wollte, folgte seiner milden Natur und gab sich damit zufrieden, dass ihm Primislao in seinem königlichen Zelt privat die Ehre erwies. Diesem zum Teil historischen, zum Teil erdachten Fundament folgt die Handlung des gegenwärtigen Schauspiels, in dessen Ausdruck der Autor mit Hilfe von Worten und poetischen Gefühlen versichert, nicht von den wahren Dogmen der katholischen Religion abzuweichen.“

### Kurzfassung
Erster Akt. Nach seiner Krönung nimmt der polnische König Gismondo (Sigismund II. August) der Tradition seines Landes folgend die Lehnseide der Reichsfürsten entgegen. Ernesto (Fürst von Livland) und Ermano (Fürst von Mähren) tun dies anstandslos. Lediglich der litauische Herzog Primislao weigert sich aus Stolz. Sowohl Ernesto als auch Ermano hoffen auf eine Ehe mit Gismondos Tochter Giuditta. Diese hat sich jedoch auf einem Maskenball in Primislao verliebt. Gismondos Sohn Otone wiederum liebt Primislaos Tochter Cunegonda. Die Vereinigung der beiden ist auch in Gismondos Interesse, da hierdurch der Frieden gesichert würde. Ermano hasst Primislao, den er für den Tod seines Bruders verantwortlich macht. Schließlich gelingt es Otone und Cunegonda, Primislao umzustimmen: Er ist mit einem nicht-öffentlichen Lehnseid im Zelt des Königs einverstanden.
Zweiter Akt. Als Primislao im kleinen Kreis seinen Eid leistet, stürzt das Zelt ein. Die umstehenden Soldaten beider Lager sehen ihn vor dem König knien. Primislao, der sich verraten und entehrt fühlt, erklärt den Polen den Krieg. Cunegonda ergreift sofort Partei für ihren Vater und sagt sich von Otone los. Giuditta hingegen schwankt zwischen ihrer heimlichen Liebe zu Primislao und ihrer Pflicht als Tochter Gismondos. Sie bittet ihre beiden Verehrer, den Herzog im Kampf zu schonen. Otone gelingt es nicht, Cunegonda zu besänftigen.
Dritter Akt. Die Polen gewinnen die Schlacht. Otone nimmt Cunegonda gefangen. Primislao wird verwundet und für tot gehalten. Giuditta findet ihn und holt Hilfe, um ihn in Sicherheit zu bringen. In der Zwischenzeit wird er von Ermano aufgespürt, der ihn sofort töten will. Giuditta kehrt gerade noch rechtzeitig zurück, um dies zu verhindern. Ermano sieht ein, dass er zu weit gegangen ist und auf Giuditta verzichten muss. Primislao ist jetzt bereit, den Lehnseid zu leisten. Durch einen Boten erfahren alle, dass Ermano während der Zeremonie das Zelt zu Einsturz brachte. Er hat sich selbst gerichtet. Primislao und Giuditta sowie Otone und Cunegonda werden heiraten.

### Erster Akt
Die Stadt Warschau am Ufer der Weichsel mit einer großen Brücke; in der Ferne Gismondos Feldlager; am Fluss entlang einige Schiffe
Szene 1. Der frisch gekrönte polnische König Gismondo und sein Sohn Otone betreten von einem der Schiffe das Ufer, wo sie von den Bürgern und den Fürsten Ermano und Ernesto empfangen werden. Die beiden letzteren bekräftigen ihren Lehnseid. Gismondo dankt ihnen und besonders Ernesto, dem es gelungen ist, Primislao, den widerspenstigen Herzog von Litauen, zu überreden, ebenfalls seinen Eid zu leisten. Ermano ist wenig erfreut darüber, denn er hat eine alte Rechnung mit Primislao offen und fürchtet, nun seine Rache nicht vollenden zu können. Otone verabschiedet sich, um Primislaos Tochter Cunegonda, die er mit Billigung seines Vaters liebt, seine Aufwartung machen (Otone: „Vado ai rai delle sue stelle“).
Szene 2. Sowohl Ermano als auch Ernesto lieben Gismondos Tochter Giuditta. Ermano fühlt sich zurückgesetzt, als Gismondo ihn bittet, ihr zu dienen, während er sich mit Ernesto entfernt (Gismondo: „Bella pace dal seno di Giove“).
Szene 3. Ermano macht der in einer Barke eintreffenden Giuditta Komplimente. Giuditta weist ihn freundlich, aber bestimmt zurück. Sie weiß, dass Ermano Primislao hasst, den sie selbst insgeheim liebt. Ermano erklärt ihr, dass Primislao einst seinen Bruder ermordet habe. Dennoch würde er auf seine Rache verzichten, wenn er auf ihre Liebe hoffen könnte. Giuditta gefällt diese Antwort (Giuditta: „Così mi piacerai“).
Königliche Gemächer Primislaos
Szene 4. Primislao zögert erneut, den Lehnseid zu leisten. Cunegonda versucht, ihn umzustimmen. Sie befürchtet, dass sie sonst ihren Geliebten Otone nicht heiraten könne. Primislao will sich jedoch nicht öffentlich unterwerfen. Er weist Cunegonda darauf hin, dass sie noch nicht verheiratet sei und ihm als Vater Gehorsam schulde (Cunegonda: „Son figlia è vero“).
Szene 5. Als Ernesto Primislao abholen will, teilt dieser ihm mit, dass er sich nicht erniedrigen werde. Er werde nur einen Frieden akzeptieren, der seines Ruhms würdig sei (Primislao: „Va, ritorna, di al tuo Re“).
Szene 6. Ernesto informiert Cunegonda und Otone über den Sinneswandel Primislaos, der ihn zutiefst empört (Ernesto: „Tutto sdegno è questo core“).
Szene 7. Otone und Cunegonda sehen ihre Hoffnung auf eine Ehe in Gefahr. Sie versichern einander ihre tiefe Liebe (Cunegonda/Otone: „L’idolo mio tu sei“).
Szene 8. Die beiden versuchen, Primislao umzustimmen. Sie versichern ihm, dass ihre Liebe erst entstanden sei, nachdem sich der Frieden abzeichnete. Sie sei durch sein Einverständnis noch gewachsen. Sein Ruhm werde sicher nicht leiden, wenn er jetzt nachgebe. Primislao bleibt jedoch unerbittlich (Primislao: „Nave altera, che in mezzo all’onde“).
Szene 9. Otone und Cunegonda wollen nicht aufgeben. Cunegona bittet ihren Geliebten, zunächst allein einen Vorstoß zu wagen, um Primislao mit Vernunftsgründen zu überreden. Anschließend will sie ihm mit Flehen und Tränen zu Hilfe kommen.
Szene 10. Cunegonda hofft inständig, dass ihr Vater einlenken wird, erinnert sich aber auch an ihre Gehorsamspflicht als seine Tochter (Cunegonda: „Sentirsi il petto accendere“).
Königlicher Säulengang
Szene 11. Während Gismondo und Ermano die Unbeständigkeit Primislaos beklagen, hofft Giuditta noch immer darauf, dass Ernesto ihn erneut umstimmen kann.
Szene 12. Ernesto bestätigt die Unnachgiebigkeit Primislaos. Ein Krieg scheint nicht mehr zu vermeiden. Gismondo schwört, den Hochmütigen zu vernichten.
Szene 13. Da erscheint Otone mit der Nachricht, dass Primislao nun doch seinen und Cunegondas Bitten nachgegeben und eingelenkt habe. Einzige Bedingung sei, dass er den Lehnseid in einem Zelt unter Ausschluss der Öffentlichkeit leisten dürfe. Ermano hält dies für einen Affront. Dennoch ist Gismondo einverstanden. Ernesto soll als einziger Zeuge der Zeremonie beiwohnen (Gismondo: „Se soffia irato il vento“).
Szene 14. Otone freut sich auf die Hochzeit mit Cunegonda. Seine Schwester Giuditta gesteht ihm, dass auch sie selbst verliebt sei. Sie habe sich auf dem Maskenball in Warschau als Minerva verkleidet in Primislao verliebt, und er habe ihr Hoffnung gemacht (Giuditta: „S’avanza la speranza“).
Szene 15. Otone besingt den Trost, den Verliebte einander geben können (Otone: „Quell’usignuolo, ch’è innamorato“).

### Zweiter Akt
Königliches Zelt mit einem Thron sowie einem kleinen Tisch mit den Bannern der Provinzen
Szene 1. Zu Beginn der Eid-Zeremonie erhält Primislao von Ernesto die Banner der Provinzen und senkt sie einzeln zu Gismondos Füßen ab. Anschließend kniet er nieder und beginnt mit der Eidesformel. In diesem Moment bricht das Zelt zusammen, sodass der kniende Herzog von den draußen versammelten Armeen beider Länder gesehen werden kann.
Szene 2. Ermano beobachtet mit Genugtuung, wie Primislao zunehmend in Rage gerät. Obwohl Gismondo seine Unschuld beteuert, zerreißt Primislao die Banner und ruft den Krieg aus.
Szene 3. Cunegonda fühlt sich von Gismondo und Otone verraten (Otone: „Tu mi tradisti, ingrato“).
Szene 4. Gismondo, Ernesto, Ermano und Otone schwören sich, den wahren Schuldigen aufzudecken, um ihre Ehre wiederherzustellen. Ermano soll die Ermittlungen leiten und zugleich die Bewegungen der Feinde beobachten (Ermano: „E col senno, e colla mano“).
Szene 5. Otone steht wie versteinert da, Ernesto rät zur Flucht, und Gismondo ist fassungslos (Gismondo: „Sta l’alma pensosa“).
Szene 6. Otone ist verzweifelt über diese unerwartete Wendung des Schicksals. Seine Geliebte wünscht nun offenbar seinen Tod (Otone: „Vuoi ch’io moro?“).
Zimmer im Parterre
Szene 7. Giuditta schwankt zwischen der Sorge um ihren Vater und ihrer Liebe zu Primislao. Als Ernesto hereinkommt, um ihr seine Hilfe zu versprechen, macht sie ihm Hoffnung auf Gegenliebe.
Szene 8. Giuditta macht Ermano ebenfalls Hoffnung und bittet ihn, bei der bevorstehenden Schlacht das Leben Primislaos zu verschonen (Giuditta: „Tu serai il mio diletto“).
Szene 9. Gismondo schickt Ermano ins Feldlager.
Szene 10. Gismondo will in der Schlacht persönlich das Kommando übernehmen. Er fordert Otone auf, seine Liebe zu Cunegonda zu vergessen und an seiner Seite zu kämpfen oder als Held zu sterben (Gismondo: „Torna cinto il crin d’alloro“).
Szene 11. Otone will sofort zu Cunegonda eilen, um ihre Vergebung zu erhalten. Er ignoriert Ernestos Mahnungen (Otone: „Assalirò quel core“).
Szene 12. Im Grunde kann Ernesto Otone gut verstehen, denn auch er selbst ist verliebt (Ernesto: „D’adorarvi così“).
Waffensaal bei den Zimmern Cunegondas mit Statuen der polnischen Könige und Fürsten einschließlich Gismondos und Otones
Szene 13. Primislao und Cunegonda steigern sich in ihren Hass auf Gismondo und Otone hinein (Primislao: „Se al foco del tuo sdegno“).
Szene 14. Cunegonda will die letzten Überreste ihrer Liebe zu Otone vertreiben.
Szene 15. Otone versichert Cunegonda seine Unschuld. Da sie so versessen auf seinen Tod ist, ist er bereit, durch ihre Hand zu sterben. Sie will ihre Rache jedoch nicht als Geschenk erhalten. Immerhin gesteht sie ihm, dass sie wegen ihres Hasses auf ihn leide (Otone/Cunegonda: „Dimmi una volta addio“).

### Dritter Akt
Das für die Schlacht vorgesehene weite Feld
Szene 1. Die beiden Heere marschieren aufeinander zu. Primislao und die als Soldat gerüstete Cunegonda feuern ihre Leute an (Primislao: „Vendetto, o Ciel, vendetta“). Die Schlacht beginnt. Im Gefecht fällt Primislao verwundet zu Boden. Die Polen siegen.
Szene 2. Eine Gruppe polnischer Soldaten verfolgt die durch ihr Visier unkenntliche Cunegonda. Der von ihrer Tapferkeit beeindruckte Otone fordert seine Leute auf, sie ihm zu überlassen. Erst als sie ihn mit Schmähungen überhäuft, erkennt er ihre Stimme. Da verkündet Ernesto den Sieg der Polen und den Tod Primislaos. Cunegonda schimpft weiter auf Otone (Cunegonda: „Ama chi t’odia ingrato“).
Szene 3. Ernesto versichert Otone, dass die Zeit und seine Liebe den Schmerz Cunegondas lindern werden. Otone leidet mit ihr (Otone: „Pupille vezzose“).
Szene 4. Auf dem Schlachtfeld sucht und findet Giuditta den verwundeten Primislao. Sie erinnert ihn an ihre Begegnung und beginnende Liebe beim Maskenball und macht sich auf die Suche nach ihren Vertrauten, die ihn sicher in den Palast bringen sollen.
Szene 5. Primislao, der bereits den Tod sicher wähnte, verspürt wieder Hoffnung (Primislao: „Sento di morte il gelo“), als er von Ermano aufgespürt wird. Der will ihn sofort töten.
Szene 6. Gerade noch rechtzeitig kehrt Giuditta mit ihren Leuten zurück und stellt Primislao unter ihren Schutz.
Szene 7. Ermano sieht ein, dass er keine Chancen auf Giuditta hat. Er wird von Gewissensbissen gepeinigt (Ermano: „Son come cervo misero“).
Atrium, in das die Beute und die Gefangenen gebracht werden
Szene 8. Ernesto präsentiert Gismondo die erbeuteten Waffen und Banner und die Gefangenen. Außerdem informiert er ihn darüber, dass sich Cunegonda in der Gewalt Otones befinde und Primislao gefallen sei. Gismondo macht ihm Hoffnung auf die Hand seiner Tochter (Ernesto: „Parto con quella speme“).
Szene 9. Als Otone mit Cunegonda eintrifft, bittet Gismondo sie, Otones Werben nachzugeben (Gismondo/Cunegonda/Otone: „Dolce Padre, e re pietoso“).
Szene 10. Giuditta fürchtet den Zorn ihres Vaters wegen ihrer Liebe zu Primislao und sehnt sich nach einem Rat ihres Bruders (Giuditta: „Se l’onda corre al mar“).
Königlicher Thronsaal
Szene 11. Gismondo verkündet offiziell seinen Sieg in der Schlacht, durch den die Götter seine Unschuld bekräftigt haben.
Szene 12. Cunegonda ist noch immer wütend auf Otone. Sie will wissen, was mit ihrem Vater passiert ist (Cunegonda: „Di, rispondi o traditor“).
Szene 13. Giuditta bringt die Nachricht, dass Primislao noch lebe.
Szene 14 „ultima“. Ernesto bringt den verwundeten und geläuterten Primislao herein, der jetzt die Oberherrschaft Gismondos akzeptiert. Gismondo ist bereit, ihm zu vergeben. Er fordert lediglich den Lehnseid, den er der Krone, nicht seiner Person, schulde. Ein Bote bringt einen Brief Ermanos, in dem dieser gesteht, den Einsturz des Zeltes verursacht zu haben. Er habe sich inzwischen selbst gerichtet. Primislao erzählt, dass Ermano auch ihn beinahe getötet hätte, wenn er nicht von einer edlen Frau gerettet worden wäre. Giuditta gibt zu, dass sie diese Frau war. Sie bekennt ihre Liebe zu Primislao, der Gismondo nun um ihre Hand bittet. Großmütig gewährt Gismondo dies, zumal Ernesto zum Wohl des Reiches auf seinen eigenen Anspruch verzichtet. Primislao bittet Cunegonda, nun auch Otone die Hand zu reichen. Primislao leistet endlich den Lehnseid, und alle feiern (Chor: „Nel gran Sarmata s’adori“).

## Gestaltung
Das „Santini“-Manuskript der Oper enthält insgesamt vierzig Musiknummern, darunter eine Sinfonia, einen Marsch, 27 da-capo-Arien, zwei da-capo-Ensemblesätze, zwei zusätzliche da-capo-Arien, ein unterbrochenes Duett, vier Accompagnato-Rezitative, einen Chor und eine unterbrochene Arietta.:194
Im Berliner Manuskript gibt es eine Sinfonia, einen Marsch, 28 Arien, ein Duett, ein Terzett, einen Schlusschor und acht Accompagnato-Rezitative. Jeweils fünf Arien sind Primislao, Cunegonda und Otone zugewiesen. Gismondo und Giuditta haben jeweils vier Arien, Ernesto drei und Ermano zwei.
Die Sinfonia übernahm Vinci aus seiner Oper Ernelinda, erweiterte die Instrumentation aber um eine weitere Trompete, zwei Hörner und zwei Oboen. Ebenfalls aus Ernelinda stammen die Musik von Cunegondas „Sentirsi il petto accendere“ (I:10), Gismondos „Se soffia irato il vento“ (I:13) und dem Duett Otone/Cunegonda „Dimmi una volta addio“ (II:15) sowie der beiden zusätzlichen Arien für Cunegonda und Otone.:200
Das Orchester besteht überwiegend aus vierstimmigen Streichern mit Basso continuo. In vier Arien wird auf die Bratschen verzichtet. In Otones „Vado ai rai delle sue stelle“ (I:1), Primislaos „Va, ritorna, di al tuo Re“ (I:5) und Ermanos „E col senno, e colla mano“ (II:4) verstärken Oboen die Geigenstimmen. Bei einem Drittel der Arien gibt es zusätzliche Effektinstrumente. In Primislaos „Nave altera, che in mezzo all’onde“ (I:8) klingen die Oboen wie Windböen. In Otones Arie „Quell’usignuolo“ (I:15) spielen sowohl Flöten als auch Hörner. Dies ist eine Besonderheit im Werk Vincis.:196 Die Flöten symbolisieren die Nachtigallen, die Hörner die Nachtstimmung. Otones Arie „Vuoi ch’io moro?“ (II:6) benötigt obligate „Fagottini“, die eine Oktave höher als üblich klingen. Es handelt sich um eine der wenigen langsamen Arien in Vincis Spätwerk. Möglicherweise hatte der Sänger Filippo Balatri darauf bestanden.:196f Otones heroische Arie „Assalirò quel core“ (II:11) wird von Streichern und Hörnern begleitet.:197 Trompete und Oboe verstärken Primislaos Schlachtruf „Vendetto, o Ciel, vendetta“ (III:1).

## Werkgeschichte
Das Libretto von Leonardo Vincis Gismondo ist eine anonyme Bearbeitung von Francesco Brianis Il vincitor generoso, dessen Erstvertonung von Antonio Lotti stammt und 1708 im venezianischen Teatro San Giovanni Grisostomo uraufgeführt wurde.:190 Der Text bezog sich auf den Großen Nordischen Krieg. Gismondo steht für den dänischen König Friedrich IV., Primislao für den Herzog Friedrich IV. von Holstein-Gottorf. Letzterer war König Friedrich lehnspflichtig, strebte aber die völlige Souveränität Holsteins an. Anders als in der Oper musste der dänische König sie ihm 1700 im Frieden von Traventhal gewähren. Das Libretto übt Kritik an diesem Ergebnis und ist als vorauseilende Rechtfertigung für den Vertragsbruch des Königs im Sommer 1709 zu betrachten. Ernesto steht für Johann Reinhold von Patkul. Der mährische Fürst Ermano ist eine Anspielung auf die an das Haus Habsburg vermieteten dänischen Truppen, die an der Niederschlagung des Rákóczi-Aufstands in Ungarn beteiligt waren und über deren Rückkehr in den Norden zu dieser Zeit verhandelt wurde.
Die von Vinci vertonte Fassung entspricht in weiten Teilen der Vorlage. Allerdings wurden, wie damals üblich, die Texte der Arien ausgetauscht.:193 Vinci vertonte nur zwei der originalen Arientexte.:199 Außerdem gibt es einige inhaltliche Änderungen. Primislao ist hier nicht nur als Aufrührer und Vater charakterisiert, sondern auch als Liebender. In der Vorlage war noch Ernesto als „secondo uomo“ Giudittas Liebhaber. Drei Arien, die ursprünglich ihm zugewiesen waren, erhielt nun Gismondo, dessen Rolle somit aufgewertet wurde. Um dieses für das damalige Dramma per musica eher untypische Verhältnis unterzubringen (eigentlich hätte Giuditta ein Verhältnis mit Primislao Sohn haben müssen), ergänzte der Bearbeiter einige Szenen, darunter Giudittas Gespräch mit ihrem Bruder (I:14), in dem sie ihm von dem Maskenball erzählt, und ihre Suche nach dem Geliebten auf dem Schlachtfeld (III:4). Da ein ähnliches Verhältnis bereits in Vincis Oper Silla dittatore thematisiert wurde, könnte es sein, dass Vinci an der Textbearbeitung beteiligt war. Das wird durch Regieanweisungen in der Partitur (II:8) gestützt, die sich in dieser Form nicht in Vincis Libretto, sondern lediglich in der Vorlage finden. Vinci muss diese also gekannt haben. Die Charakter-Änderung des Primislao dürfte Kurt Sven Markstrom zufolge auch in der Widmung der Oper an den englischen Thronprätendenten James III. (Giacomo III.) begründet sein, der mit Primislao identifizierbar ist. Seine Vereinigung mit der polnischen Prinzessin Giuditta ist ein deutlicher Hinweis auf James’ Verbindung mit der polnischen Prinzessin Maria Clementina Sobieska.:192f Der Dramaturg Boris Kehrmann sah hingegen mehr Parallelen zwischen James und Gismondo und bezog Primislao auf das Haus Hannover, das James den Treueeid verweigerte. Hierauf deutet auch das Schriftbild des Libretto-Titelblatts hin, in dem die Namen „Gismondo“ und „Giacomo III.“ dieselbe Größe besitzen.
Ebenfalls verändert wurde das Schicksal des Schurken Ermano, der nun reuevoll Selbstmord begeht, während ihm in der Vorlage von Primislao vergeben wurde. Darin könnte eine Anspielung an gewisse Verschwörer innerhalb des Stuart-Lagers liegen. John Erskine beispielsweise hatte 1721 geheime Verbindungen mit Hannover aufgenommen und musste 1724 seine Dienste für die Stuarts unehrenhaft aufgeben.:192f Der Widmungstext des Librettos weist bedauernd darauf hin, dass James der Aufführung nicht beiwohnen konnte. Er hatte sich im Herbst des Vorjahres nach Bologna zurückgezogen, um den hohen Lebenshaltungskosten und dem Tratsch in Rom zu entgehen. Zu den damaligen Skandalen gehörte auch die Trennung von James und Clementina während der Jahre 1725 bis 1728. Inhaltlich entspricht dies eher dem problematischeren Verhältnis von Otone und Cunegonda als der Liebesbeziehung von Primislao und Giuditta. All diese Anspielungen dürften für reichlich Gesprächsstoff im damaligen Publikum gesorgt haben.:193
Die Uraufführung fand am 11. Januar 1727 im Teatro delle Dame in Rom statt. Die Oper hielt sich dort bis Anfang Februar, als sie von Porporas Siroe, re di Persia abgelöst wurde. Wie sie vom Publikum aufgenommen wurde, ist nicht überliefert. Man weiß lediglich aus dem Diaro di Roma von Francesco Valesio, dass die Fürstin Borghese beim Verlassen des Theaters am 28. Januar ein Diamantkreuz verlor.:188 Aufgrund eines Dekrets von Papst Sixtus V. aus dem Jahr 1588, das Frauen Bühnenauftritte im Kirchenstaat untersagte, wurden alle Rollen mit Männern besetzt. Abgesehen von der Tenorpartie des Primislao handelte es sich ausnahmslos um Kastraten. Den Angaben im Libretto zufolge sangen Giovanni Battista Minelli (Gismondo), Antonio Barbieri (Primislao), Filippo Balatri (Otone), Giacinto Fontana „Farfallino“ (Cunegonda), Giovanni Maria Morosi (Giuditta), Giovanni Ossi (Ernesto) und Giovanni Tassi (Ermano). Die Bühne stammte von Pietro Baistrocchi und die Choreografie von Domenico Dalmas. Die Besetzung der Sänger verursachte zunächst einen größeren Skandal, in den auch der römische Generalgouverneur Antonio Banchieri, Kardinal Ottoboni und James III. verwickelt wurden. Auslöser war ein Vertragsbruch des Tenors Giovanni Battista Pinacci, der kurzfristig an das rivalisierende Teatro Capranica wechselte und eine Neubesetzung der Rolle des Primislao notwendig machte. Schließlich gelang es, Barbieri, den Tenor der vorangegangenen Saison, erneut zu engagieren. Pinacci hingegen sollte im folgenden Jahr wieder im Teatro delle Dame auftreten. Aufgrund dieser Situation scheiterten auch die Verhandlungen mit Farinelli als „primo uomo“. An seiner Stelle wurde Balatri für die Rolle des Otone gewonnen.:189
Von der Oper sind drei verschiedene Partiturmanuskripte erhalten. Das eine überdauerte in der Santini-Sammlung in Münster. Das Ende des dritten Akts ist mit dem 25. Oktober 1729 datiert und trägt die Signatur von G. F. Cantoni. Das Manuskript besteht aus siebzehn separaten Faszikeln mit Arien auf unterschiedlichem Papier sowie aus einer durchgehenden Kopie der Rezitative und der übrigen zwölf Arien auf dem auch sonst für Vincis römische Manuskripte verwendeten Papier. Die Faszikeln tragen die Jahresangabe 1727, stammen also von der Uraufführungsproduktion und waren wohl als Andenken für Liebhaber im Publikum bestimmt. Das Theater legte offensichtlich Wert darauf, die Werke Vincis, des de-facto-Hauskomponisten, zu erhalten. Dies gilt für alle seine römischen Opern der Jahre 1718 bis 1730, während diejenigen seiner Konkurrenten (mit Ausnahme derjenigen Nicola Antonio Porporas) verloren sind. Das zweite Partiturmanuskript des Gismondo befindet sich in der Staats- und Universitätsbibliothek Hamburg (erster Akt) und dem Königlichen Konservatorium Brüssel (zweiter und dritter Akt).:193f Eine dritte Abschrift gehörte zum Archiv der Berliner Singakademie. Sie wurde 2002 als sowjetische Kriegsbeute an Berlin zurückgegeben.
In neuerer Zeit wurde das Werk erst 2018 wieder gespielt. Der Countertenor Max Emanuel Cenčić und das polnische {oh!} Orkiestra Historyczna unter Martyna Pastuszka stellten es anlässlich der Einhundertjahrfeier von Polens Unabhängigkeit vor. Es gab konzertante Aufführungen im Theater an der Wien, in Gleinitz, Warschau und Moskau sowie eine CD-Einspielung. 2020 spielten sie es im Markgräflichen Opernhaus Bayreuth beim Festival Bayreuth Baroque. BR-Klassik stellte einen Video-Mitschnitt im Internet bereit.

## Aufnahmen
- 2019 – Martyna Pastuszka (Dirigent), {OH!} Orkiestra Historyczna.
 Max Emanuel Cenčić (Gismondo), Aleksandra Kubas-Kruk (Primislao), Jurij Mynenko (Otone), Sophie Junker (Cunegonda), Dilyara Idrisova (Giuditta), Jake Arditti (Ernesto), Nicholas Tamagna (Ermano).
 Parnassus Arts Productions 912010487001 (3 CDs).[5]
- September 2020 – Martyna Pastuszka (Dirigent), {OH!} Orkiestra Historyczna.
 Besetzung wie in der CD-Aufnahme. Ohne die Partie des Ermano.
 Video; gekürzt auf knapp 2 ½ Stunden; live, konzertant aus dem Markgräflichen Opernhaus Bayreuth vom Festival Bayreuth Baroque.
 Videostream auf BR-Klassik.[7]